# Alfonse Vargas de Bedemar
Alfonse Romanovitj Vargas de Bedemar (ryska: Альфонс Романович Варгас-де-Бедемар), med spanskt påbrå, född 29 oktober 1816 i Flinterup i Danmark, död 20 juli 1902 i Sankt Petersburg och begravd i Pavlovsk (Па́вловск). Vargas de Bedemar var en av grundarna av det ryska "lantmäteriet" (skogs). 
Han utbildade sig bland annat i Plön och Kiel, (Holstein) 
samt studerade skogsvetenskap vid Tharandt skogsakademi i Sachsen.
När Vargas de Bedemar var 25 år reste han till Ryssland. I december månad 1841 antogs han  vid Sankt Petersburgs skogs- och lantmäteriinstitut. Efter fyra månaders studier vid institutet blev han i april månad 1842 utsänd med titeln huvudsergeant för skogskåren till Lisino skogsträningscenter i Vitryssland. År 1844 utnämndes Vargas de Bedemar till löjtnant. Vargas de Bedemar arbetade med skogsregleringar i Guvernementet Sankt Petersburg och Guvernementet Simbirsk.
Han behöll kontakten med Danmark under hela livet och testamenterade en del av sin förmögenhet till danska Röda korset. År 1928 fördes hans kvarlevor till faderns gravplats på Assistens Kirkegård.